# Бочевино
Бочевино — деревня в Воскресенском муниципальном районе Московской области. Входит в состав сельского поселения Ашитковское. Население — 92 чел. (2010).

## География
Деревня Бочевино расположена в восточной части Воскресенского района, примерно в 8 км к северу от города Воскресенск. Высота над уровнем моря 131 м. В 1 км к западу от деревни протекает река Сушенка. В деревне 2 улицы — Новая и Широкая. Ближайший населённый пункт — деревня Бессоново.

## История
В 1926 году деревня являлась центром Бочевинского сельсовета Усмерской волости Бронницкого уезда Московской губернии.
С 1929 года — населённый пункт в составе Ашитковского района Коломенского округа Московской области, с 1930-го, в связи с упразднением округа и переименованием района, — в составе Виноградовского района Московской области. В 1957 году, после того как был упразднён Виноградовский район, деревня была передана в Воскресенский район.
До муниципальной реформы 2006 года Бочевино входило в состав Конобеевского сельского округа Воскресенского района.

## Население
В 1926 году в деревне проживало 430 человек (190 мужчин, 240 женщин), насчитывалось 85 хозяйств, из которых 38 было крестьянских. По переписи 2002 года — 91 человек (42 мужчины, 49 женщин).
| 1926 | 2002 | 2010 |
| ---- | ---- | ---- |
| 430  | ↘91  | ↗92  |